# Los constructores de la Alhambra
Los constructores de la Alhambra es una película documental española dirigida y producida por la directora de cine española Isabel Fernández y estrenada el 25 de noviembre de 2022.

## Sinopsis
Los constructores de la Alhambra narra la histórica construcción de la Alhambra de Granada desde el punto de vista de Ibn al-Jatib, recreando el contexto social, cultural y económico de Granada en el siglo XIV. La película entrelaza la visión actual de la Alhambra de Granada con escenas recreadas en espacio y tiempo (año 1340) para descubrir a los personajes responsables de la construcción de los palacios de la Alhambra, su historia y los motivos que les impulsaron a construirla.
La película se centra en la construcción de la Alhambra bajo el asedio de Yusuf I, Sultán de Granada, previamente a su desaparición por el avance de los reinos vecinos, y que encarga a su visir Ibn al-Jatib, poeta y genio adelantado a su época, el desafío de construir un edificio que refleje el esplendor de su civilización: los palacios de la Alhambra. Sin embargo, con la sucesión del trono al hijo del sultán, Muhammed V de Granada, involucra nuevas políticas de su reinado y tiene ideas mucho más ambiciosas para finalizar la construcción de la Alhambra.

## Reparto
| Personajes    | Actores                      |
| ------------- | ---------------------------- |
| Ibn al-Jatib  | Amr Waked                    |
| Ibn Zamrak    | Sofian Benaissati            |
| Umm al-Hassan | Farah Hamed Ali              |
| Yusuf I       | Abdelhamid Krim (Hamid Krim) |
| Muhammad V    | Adil Koukouh                 |

## Proyecciones
La película se proyectó en primer lugar en la Semana Internacional de Cine de Valladolid en la edición 67. Tras ello, se estrenó en cines de todo el país el 25 de noviembre de 2022, posicionándose en el Top 10 de las películas más vistas de esa semana en los cines de toda España. La película es una producción de El de las Dos Vidas A.I.E., Al Pati Produccions y Polar Star Films, con apoyo de Media Europa Creativa, la Agencia Andaluza de Instituciones Culturales, el ICEC, RTVE, CANAL SUR, ARTE/ZDF, ORF y ALJAZEERA DOCUMENTARY CHANNEL, con la colaboración y asesoría del Patronato de la Alhambra y el Generalife, la Universidad de Granada y la Escuela de Estudios Árabes del CSIC, el Patronato de Turismo de Granada y el Institut Ramon Llull. f>«'Los constructores de la Alhambra', película más vista de toda la cartelera en cines de Granada». Ideal. 26 de noviembre de 2022. Consultado el 7 de febrero de 2023.</ref>. La película tuvo una proyección especial el 27 de enero, en Casa Árabe en su sede de Madrid y el 1 de febrero en la sede de Córdoba con la presencia de la directora y del actor protagonista, Amr Waked. con una entrevista posterior disponible en Youtube.
La película se proyectó de forma pública en la Plaza de los Aljibes de la Alhambra el 18 de julio de 2024.